# Daniele Bracciali
Daniele Bracciali (* 10. ledna 1978, Arezzo) je italský profesionální tenista. Ve své dosavadní kariéře na okruhu ATP World Tour k červnu 2011 vyhrál jeden turnaj ve dvouhře a tři ve čtyřhře. Za daviscupový tým Itálie debutoval v roce 2005.
V roce 1996 vyhrál spolu s Jocelynem Robichaudem čtyřhru na juniorce Australian Open a ve Wimbledonu.
Na žebříčku ATP byl nejvýše ve dvouhře klasifikován v květnu 2006 na 49. místě a ve čtyřhře pak v červnu 2011 na 40. místě. K roku 2011 jej trénoval Umberto Rianna.

## Sázkařská aféra
Poté, co byl v listopadu 2007 kvůli sázkařské aféře udělen devítiměsíční zákaz startu italskému tenistovi Alessiu di Maurovi, byli ze stejného důvodu penalizováni i další dva Italové Bracciali a Potito Starace. Bracciali obdržel od ATP pokutu 14 300 liber a od 1. ledna 2008 tříměsíční zákaz startu. Nejednalo se ovšem o podezřelé sázky na jejich vlastní zápasy.
Italská tenisová federace kritizovala ATP za to, že distancovala pouze italské tenisty a Bracciali prohlásil, že se organizace zaměřila jen na méně známé hráče: „Stali jsme se obětními beránky … Nevěřím tomu, že my Italové byli jediní, kteří občas drobně sázeli“. Pokud by měl nekalé úmysly, nikdy by nesázel pod vlastním jménem, dodal.

## Finálové účasti na turnajích ATP World Tour (6)

### Dvouhra: 1 (1 výhra)
| Legenda (před/od 2009)                                          |
| Grand Slam Tournaments (0–0)                                    |
| Tennis Masters Cup / ATP World Tour Finals (0–0)                |
| ATP Masters Series / ATP World Tour Masters 1000 (0–0)          |
| ATP International Series Gold / ATP World Tour 500 Series (0–0) |
| ATP International Series / ATP World Tour 250 Series (1–0)      |

| Stav  | Č. | Datum          | Turnaj             | Povrch | Soupeř ve finále | Výsledek |
| ----- | -- | -------------- | ------------------ | ------ | ---------------- | -------- |
| Vítěz | 1. | 24. dubna 2006 | Casablanca, Maroko | antuka | Nicolás Massú    | 6–1, 6–4 |

### Čtyřhra: 5 (3 výhry – 2 prohry)
| Legenda (před/od 2009)                                          |
| Grand Slam Tournaments (0–0)                                    |
| Tennis Masters Cup / ATP World Tour Finals (0–0)                |
| ATP Masters Series / ATP World Tour Masters 1000 (0–0)          |
| ATP International Series Gold / ATP World Tour 500 Series (0–0) |
| ATP International Series / ATP World Tour 250 Series (3–2)      |

| Stav      | Č. | Datum           | Turnaj          | Povrch    | Spoluhráč          | Soupeři ve finále                     | Výsledek             |
| Finalista | 1. | 15. února 2004  | Milán           | tvrdý (h) | Giorgio Galimberti | Jared Palmer Pavel Vizner             | 4–6, 4–6             |
| Vítěz     | 1. | 6. února 2005   | Milán           | tvrdý (h) | Giorgio Galimberti | Jean-Francois Bachelot Arnaud Clément | 6–7(10), 7–6(6), 6–4 |
| Vítěz     | 2. | 31. října 2010  | Petrohrad       | tvrdý (h) | Potito Starace     | Rohan Bopanna Ajsám Kúreší            | 7–6(6), 7–6(5)       |
| Finalista | 2. | 8. ledna 2011   | Dauha           | koberec   | Andreas Seppi      | Rafael Nadal Marc Lopez               | 3–6, 6–7(4)          |
| Vítěz     | 3. | 18. června 2011 | s–Hertogenbosch | tráva     | František Čermák   | Robert Lindstedt Horia Tecău          | 6–3, 2–6, [10–8]     |